# Conocybe watlingii
Conocybe watlingii är en svampart som beskrevs av Hauskn. 1996. Conocybe watlingii ingår i släktet Conocybe och familjen Bolbitiaceae.  Arten är reproducerande i Sverige. Inga underarter finns listade i Catalogue of Life.